# Alyda Norbruis
Alyda Norbruis (Ureterp, 28 maart 1989) is een Nederlands wielrenster die op de baan uitkomt.
Norbruis, die drie maanden te vroeg werd geboren, heeft na haar geboorte een hersenbloeding gehad, waardoor ze cerebrale parese heeft en daardoor linkszijdig spastisch is.
Norbruis is opgegroeid in Ureterp, en is haar sportcarrière begonnen als alpineskiester maar als haar paralympische droom bij het alpineskiën uiteenspat legt Norbruis zich toe op het wielrennen. Ze komt bij het aangepast wielrennen uit in de C2-klasse, wat inhoudt dat ze op een normale racefiets fietst, maar met kleine aanpassingen aan het stuur en de bediening.
Het eerste seizoen van Norbruis als wielrenster begon goed met een wedstrijd in Luik, waarna Norbruis geselecteerd werd voor het WK wielrennen (tijdrit en wegwedstrijd in Denemarken), daar werd ze vijfde. Dit resulteerde erin dat ze bij haar debuut onverwacht al een paralympische nominatie te pakken had voor Londen 2012 (haar focus lag op dat moment bij ervaring opdoen voor, en dromen over Rio de Janeiro 2016).
Seizoen 2012 begon mogelijk nog beter voor Norbruis: ze werd bij het WK baanwielrennen in Los Angeles wereldkampioen op de 500 meter tijdrit. Na deze overwinning werd ze ook nog tweede op de 3 km achtervolging. Met deze uitslagen had ze zich definitief geplaatst voor de Paralympische Zomerspelen in Londen. Ook op de weg wist ze haar nominatie voor Londen om te zetten in een kwalificatie op de tijdrit met een gouden medaille tijdens de wereldbekerwedstrijd in Rome. Begin augustus sloeg het noodlot toe en kreeg Alyda te maken met een blindedarmontsteking en moest nog tijdens en trainingskamp geopereerd worden. Ondanks deze zware tegenslag was ze voor de Spelen voldoende hersteld om uit te kunnen komen op de baan en op de 500 meter tijdrit een zilveren medaille te winnen.
Daarna volgden er vele overwinningen op zowel de weg als de baan. In Rio werd Alyda tweevoudig paralympisch kampioen op de baan op de 500 meter tijdrit en op de tijdrit op de weg (22 km.), ook behaalde ze brons op de baan bij de 3 km tijdrit. In 2019 werd Alyda's programma door een liesslagaderblessure qua disciplines beperkt tot de 500 meter tijdrit (baan). Met aangepaste inspanning en trainingsarbeid gaat de weg naar Tokio verder. Op de Paralympische Spelen aldaar won ze zilver op de 500 meter tijdrit (C1-3).

## Beste uitslagen

### Paralympische Spelen
| Evenement           | Resultaat | Onderdeel                          |
| ------------------- | --------- | ---------------------------------- |
| Tokio 2020          | zilver    | Baan 500 meter tijdrit             |
| Rio de Janeiro 2016 | goud      | Baan 500 meter tijdrit             |
| Rio de Janeiro 2016 | goud      | Weg tijdrit                        |
| Rio de Janeiro 2016 | brons     | Baan 3km individuele achtervolging |
| Londen 2012         | zilver    | Baan 500 meter tijdrit             |

### Wereldkampioenschappen
| Evenement           | Resultaat | Onderdeel                                       |
| ------------------- | --------- | ----------------------------------------------- |
| Milton 2020         | zilver    | Baan tijdrit 500 m                              |
| Apeldoorn 2019      | zilver    | Baan tijdrit 500 m                              |
| Rio 2018            | goud      | Baan tijdrit 500 m                              |
| Rio 2018            | goud      | Baan 3 km achtervolging                         |
| Rio 2018            | goud      | Baan scratch                                    |
| Londen 2016         | goud      | Baan tijdrit 500 m                              |
| Apeldoorn 2015      | goud      | Baan tijdrit 500 m Wereldrecord 39,631 seconden |
| Apeldoorn 2015      | goud      | Baan 3 km achtervolging                         |
| Apeldoorn 2015      | goud      | Baan scratch                                    |
| Aguascalientes 2014 | goud      | Baan tijdrit 500 m Wereldrecord 40,002 seconden |
| Aguascalientes 2014 | goud      | Baan 3 km achtervolging Wereldrecord 4:07.454   |
| Greenville USA 2014 | brons     | Wegwedstrijd                                    |
| Los Angeles 2012    | goud      | Baan tijdrit 500 m                              |
| Los Angeles 2012    | zilver    | Baan 3 km achtervolging                         |

### Nederlandse Kampioenschappen
| Evenement         | Resultaat | Onderdeel                           |
| ----------------- | --------- | ----------------------------------- |
| Montferland 2017  | goud      | NK wegwielrennen tijdrit            |
| Alkmaar 2016      | goud      | NK baanwielrennen 3km achtervolging |
| Alkmaar 2016      | goud      | NK baanwielrennen 500m tijdrit      |
| Bladel 2016       | goud      | NK wegwielrennen wegwedstrijd       |
| Bladel 2016       | goud      | NK wegwielrennen tijdrit            |
| Alkmaar 2015      | goud      | NK baanwielrennen 500m tijdrit      |
| Bladel 2015       | goud      | NK wegwielrennen wegwedstrijd       |
| Emmen 2015        | goud      | NK wegwielrennen tijdrit            |
| Apeldoorn 2014    | goud      | NK baanwielrennen 3km achtervolging |
| Apeldoorn 2014    | goud      | NK baanwielrennen 500m tijdrit      |
| Bocholtz 2014     | goud      | NK wegwielrennen wegwedstrijd       |
| s'Heerenberg 2014 | goud      | NK wegwielrennen tijdrit            |
| Apeldoorn 2013    | goud      | NK baanwielrennen 3km achtervolging |
| Apeldoorn 2013    | goud      | NK baanwielrennen 500m tijdrit      |
| Bornerbroek 2012  | goud      | Weg tijdrit                         |
| Apeldoorn 2012    | goud      | NK baanwielrennen Omnium            |